# Dialeurolonga milloti
Dialeurolonga milloti là một loài côn trùng cánh nửa trong họ Aleyrodidae, phân họ Aleyrodinae.
Dialeurolonga milloti được Takahashi miêu tả khoa học đầu tiên năm 1951.